# Ruca
Ruca [ʁyka] est une commune du département des Côtes-d'Armor, dans la région Bretagne, en France.
Les habitants de Ruca s'appellent les Rucassiens.

## Géographie

### Localisation
Le bourg de Ruca se situe à environ 6 kilomètres au sud-ouest de Matignon et à 30 kilomètres au nord-ouest de Dinan.

### Communes limitrophes
|            | Pléboulle |             |
| Hénanbihen | Ruca      | Saint-Pôtan |
|            |           |             |

### Hydrographie
Pour un article plus général, voir Réseau hydrographique des Côtes-d'Armor.
La commune est située dans le bassin Loire-Bretagne. Elle est drainée par le Rat et le Guinguenoual,.
Le Rat, d'une longueur de 11 km, prend sa source dans la commune de Saint-Pôtan et se jette  dans le golfe de Saint-Malo au niveau de la commune de Pléboulle, après avoir traversé quatre communes. 
Le Guinguenoual, d'une longueur de 12 km, prend sa source dans la commune de Saint-Denoual et se jette  dans le Frémur à Pléboulle, après avoir traversé quatre communes. 
Un plan d'eau complète le réseau hydrographique : l'étang du Moulin (0,11 ha),.

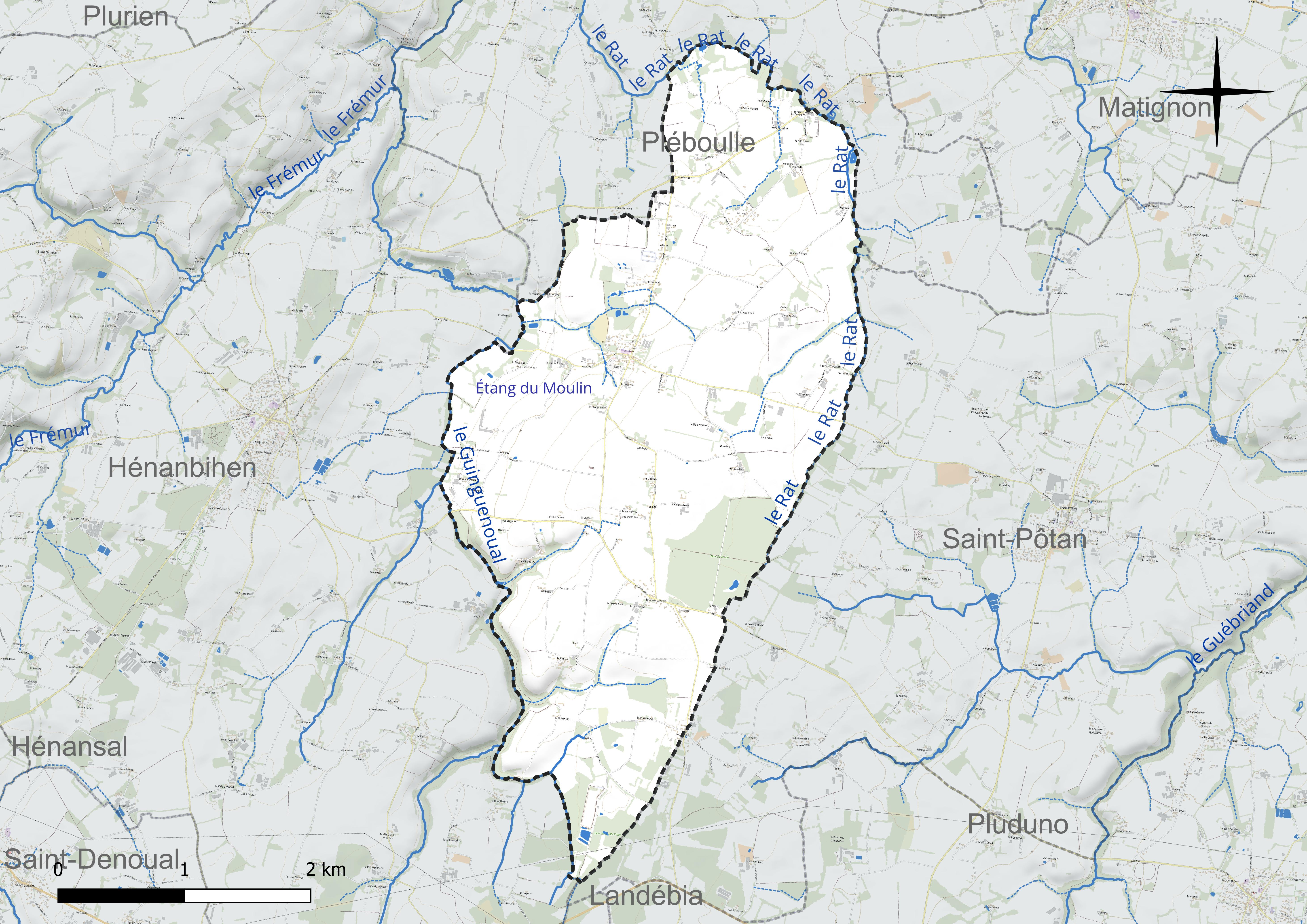
Réseau hydrographique de Ruca.

### Climat
Pour des articles plus généraux, voir Climat de la Bretagne et Climat des Côtes-d'Armor.
En 2010, le climat de la commune est de type climat océanique franc, selon une étude du CNRS s'appuyant sur une série de données couvrant la période 1971-2000. En 2020, Météo-France publie une typologie des climats de la France métropolitaine dans laquelle la commune est exposée à un climat océanique et est dans la région climatique  Finistère nord, caractérisée par une pluviométrie élevée, des températures douces en hiver (6 °C), fraîches en été et des vents forts. Parallèlement l'observatoire de l'environnement en Bretagne publie en 2020 un zonage climatique de la région Bretagne, s'appuyant sur des données de Météo-France de 2009. La commune est, selon ce zonage, dans la zone « Intérieur  », exposée à un climat médian, à dominante océanique.  
Pour la période 1971-2000, la température annuelle moyenne est de 11,3 °C, avec  une amplitude thermique annuelle de 11,3 °C. Le cumul annuel moyen de précipitations est de 707 mm, avec 12,1 jours de précipitations en janvier et 6,4 jours en juillet. Pour la période 1991-2020, la température moyenne annuelle observée sur la station météorologique la plus proche, située sur la commune de Quintenic à 9 km à vol d'oiseau, est de 11,6 °C et le cumul annuel moyen de précipitations est de 769,8 mm,. Pour l'avenir, les paramètres climatiques de la commune estimés pour 2050 selon différents scénarios d’émission de gaz à effet de serre sont consultables sur un site dédié publié par Météo-France en novembre 2022.

## Urbanisme

### Typologie
Au 1er janvier 2024, Ruca est catégorisée commune rurale à habitat dispersé, selon la nouvelle grille communale de densité à 7 niveaux définie par l'Insee en 2022.
Elle est située hors unité urbaine et hors attraction des villes,.

### Occupation des sols
L'occupation des sols de la commune, telle qu'elle ressort de la base de données européenne d’occupation biophysique des sols Corine Land Cover (CLC), est marquée par l'importance des territoires agricoles (93,8 % en 2018), une proportion identique à celle de 1990 (93,8 %). La répartition détaillée en 2018 est la suivante : 
terres arables (63,6 %), zones agricoles hétérogènes (26,8 %), forêts (6,2 %), prairies (3,4 %). L'évolution de l’occupation des sols de la commune et de ses infrastructures peut être observée sur les différentes représentations cartographiques du territoire : la carte de Cassini (XVIIIe siècle), la carte d'état-major (1820-1866) et les cartes ou photos aériennes de l'IGN pour la période actuelle (1950 à aujourd'hui).

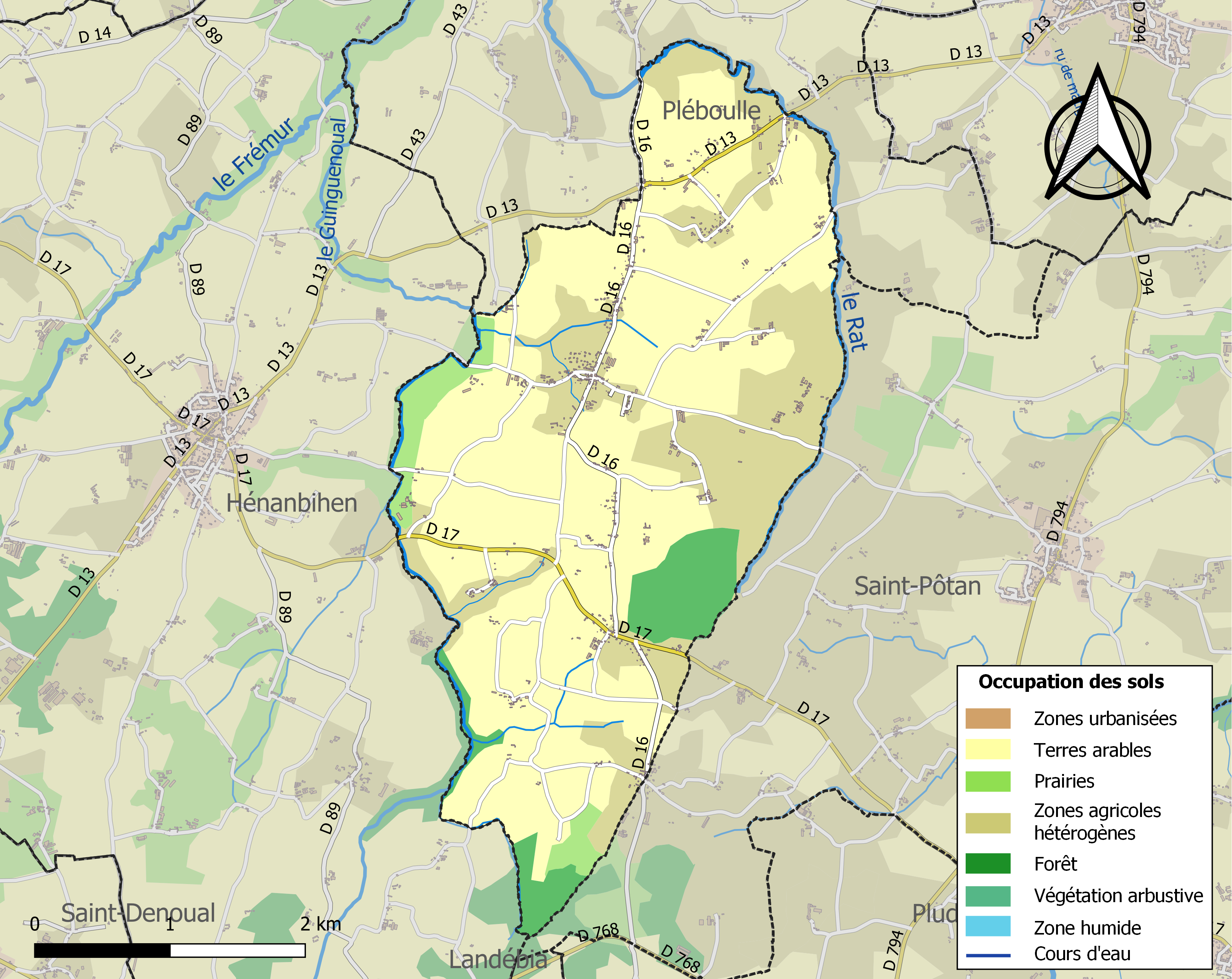
Carte des infrastructures et de l'occupation des sols de la commune en 2018 (CLC).

## Toponymie
Le nom de la localité est attesté sous les formes Rocam en 1159, Rucha en 1187, Ruca en 1330.
J-.Y Le Moing émet l'hypothèse que le nom de la localité procède d'un mot gallo-roman désignant la roche et « fossilisé par la langue bretonne » dans sa forme ancienne.

## Politique et administration

### Liste des maires
| Période                                  | Période                    | Identité         | Étiquette | Qualité |
| ---------------------------------------- | -------------------------- | ---------------- | --------- | --- |
| Les données manquantes sont à compléter. |                            |                  |           | |
| mai 1900                                 | mai 1953                   | Jean Betfert     | Rad. ind. | Expert agricole et commerçant, maire honoraire Sénateur des Côtes-du-Nord (1938 → 1940) Conseiller général de Matignon (1931 → 1940) Conseiller d'arrondissement (1919 → 1931) |
| mai 1953                                 | septembre 1987 (décès)     | René Bon         | DVG       | Expert foncier Petit-fils du précédent |
| 1987                                     | mars 1989                  | Ange Corlay      |           | Chauffeur routier |
| mars 1989                                | septembre 1991 (démission) | Joseph Rouxel    |           | Agriculteur |
| septembre 1991                           | février 1998 (démission)   | Michel Besnoux   |           | Exploitant agricole |
| février 1998                             | mars 2008                  | Daniel Besnoux   | DVG       | Adjoint logistique à la Laiterie Nouvelle de l'Arguenon 2e vice-président de la CC du Pays de Matignon (2001 → 2002)                                                           |
| mars 2008                                | mars 2014                  | Jean-Paul Daniel |           | Retraité de la MSA |
| mars 2014                                | En cours (au 28 mai 2020)  | Dominique Perche | PS        | Retraité de la Poste Premier adjoint au maire (2008 → 2014) |

## Population et société

### Démographie
L'évolution du nombre d'habitants est connue à travers les recensements de la population effectués dans la commune depuis 1793. Pour les communes de moins de 10 000 habitants, une enquête de recensement portant sur toute la population est réalisée tous les cinq ans, les populations de référence des années intermédiaires étant quant à elles estimées par interpolation ou extrapolation. Pour la commune, le premier recensement exhaustif entrant dans le cadre du nouveau dispositif a été réalisé en 2005.

En 2022, la commune comptait 596 habitants, en évolution de −1 % par rapport à 2016 (Côtes-d'Armor : +1,78 %, France hors Mayotte : +2,11 %).
| 1793 | 1800 | 1806 | 1821 | 1831 | 1836 | 1841 | 1846 | 1851 |
| ---- | ---- | ---- | ---- | ---- | ---- | ---- | ---- | ---- |
| 735  | 589  | 721  | 793  | 728  | 778  | 733  | 747  | 831  |

| 1856 | 1861 | 1866 | 1872 | 1876 | 1881 | 1886 | 1891 | 1896 |
| ---- | ---- | ---- | ---- | ---- | ---- | ---- | ---- | ---- |
| 815  | 806  | 777  | 766  | 818  | 827  | 788  | 797  | 771  |

| 1901 | 1906 | 1911 | 1921 | 1926 | 1931 | 1936 | 1946 | 1954 |
| ---- | ---- | ---- | ---- | ---- | ---- | ---- | ---- | ---- |
| 794  | 767  | 713  | 656  | 665  | 688  | 682  | 658  | 625  |

| 1962 | 1968 | 1975 | 1982 | 1990 | 1999 | 2005 | 2006 | 2010 |
| ---- | ---- | ---- | ---- | ---- | ---- | ---- | ---- | ---- |
| 676  | 637  | 582  | 578  | 544  | 504  | 490  | 495  | 562  |

| 2015 | 2020 | 2022 | - | - | - | - | - | - |
| ---- | ---- | ---- | - | - | - | - | - | - |
| 593  | 596  | 596  | - | - | - | - | - | - |

### Sports
Ruca est aussi reconnu pour ses 2 équipes de football, l'équipe A évolue en Division 3 du District des Côtes D'Armor, l'équipe B quant à elle évolue en Division 4. Tous ceux-ci est caractérisé par la formidable ambiance qui règne dans ce club. Malheureusement, aucune de ces trois équipes n'a jamais remporté la moindre compétition de football mais uniquement des compétitions de boissons.

## Économie
- Exploitations agricoles.

## Culture locale et patrimoine

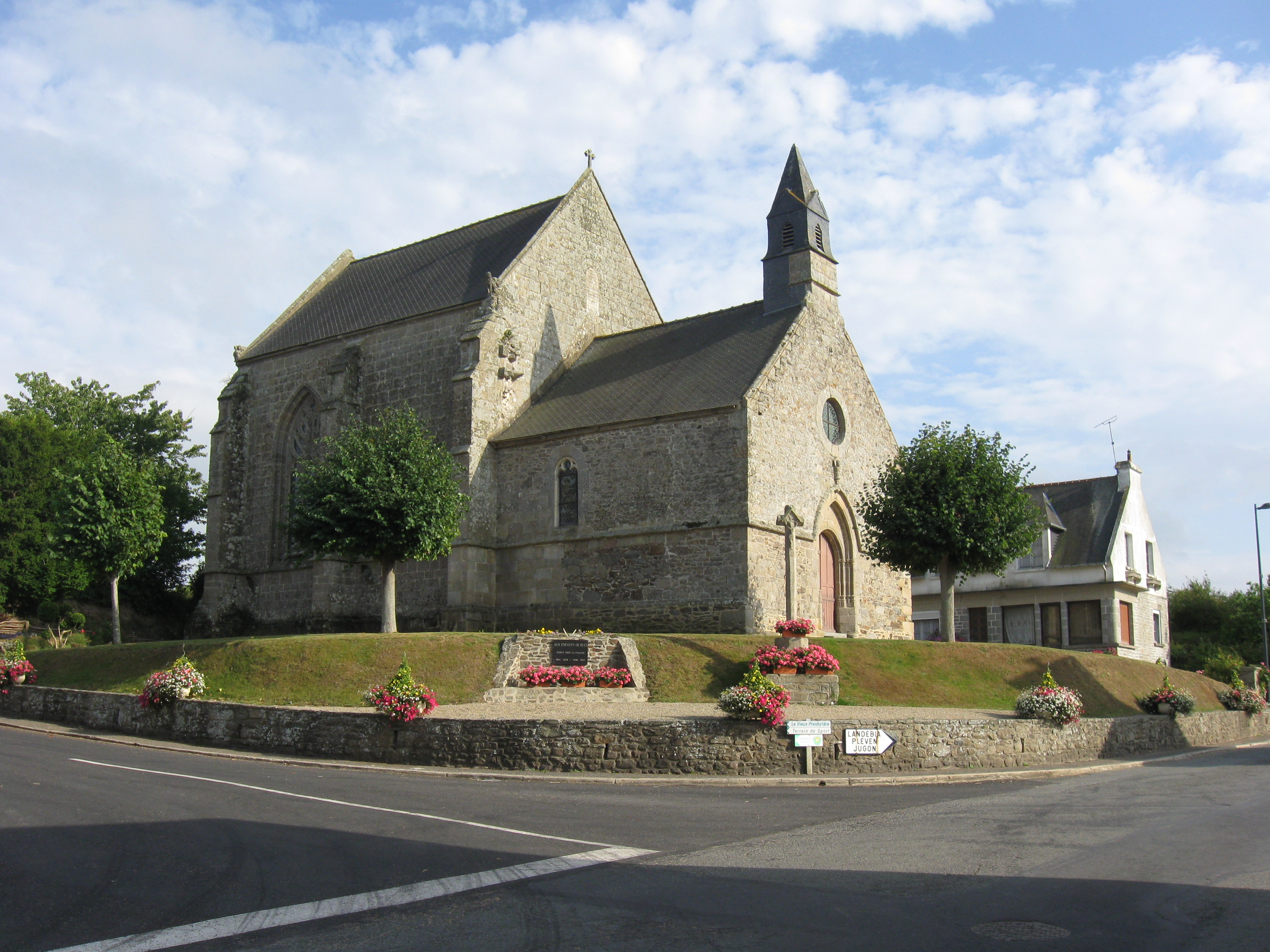
La chapelle Notre-Dame de Hirel.

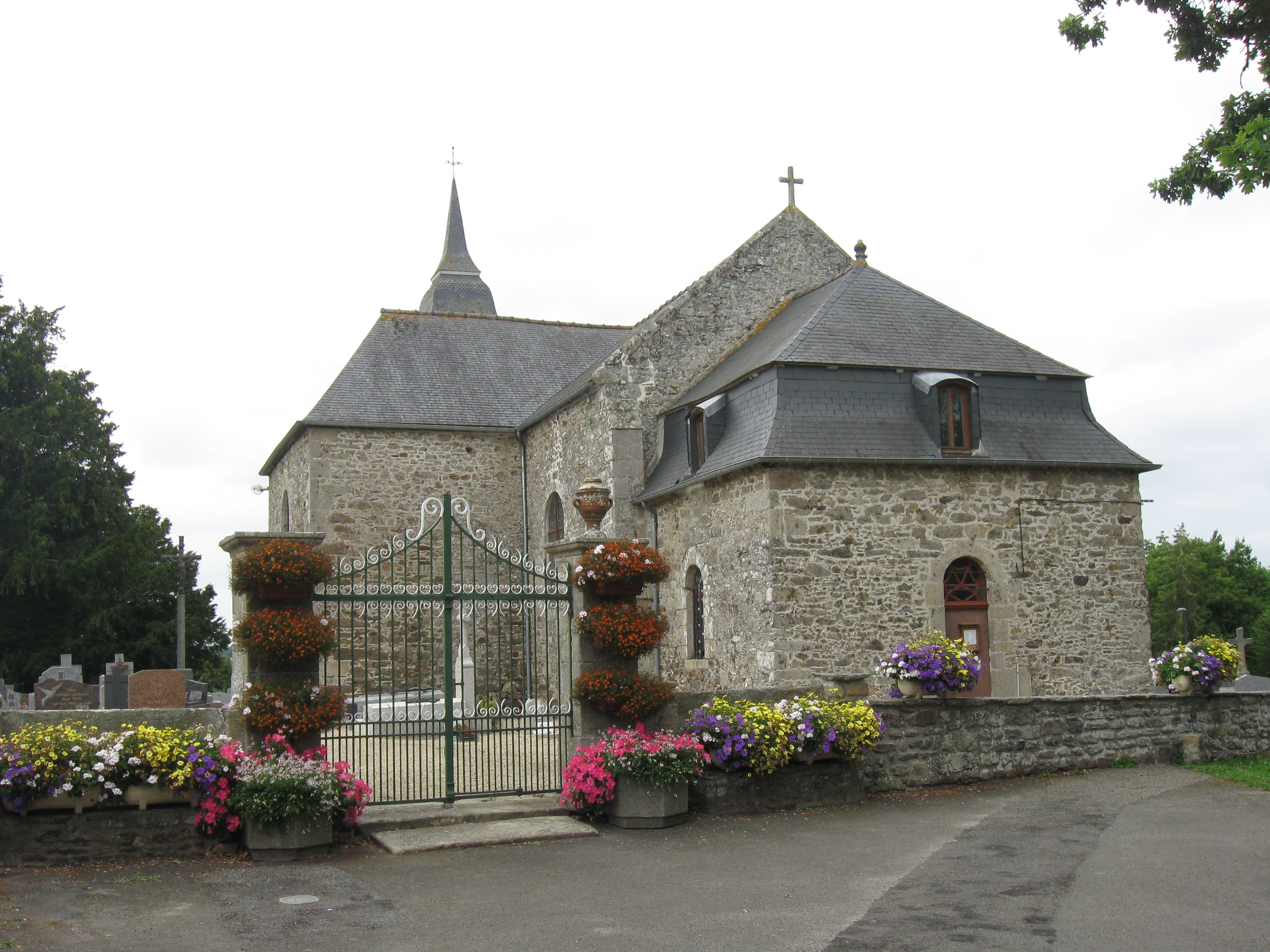
L'église Saint-Pierre-et-Saint-Paul

### Lieux et monuments
- Chapelle Notre-Dame de Hirel et la croix près de la chapelle,  Inscrite MH (1953, inscription par arrêté du 21 mai 1953)[25],[26].
- L'église Saint-Pierre-et-Saint-Paul,  Inscrite MH (1927, porte ; élévation)[27],[28].

### Personnalités liées à la commune
- Christophe de Chateaubriand, sieur de la Guerrande, né à Ruca en 1597, aïeul à la cinquième génération de François-René de Chateaubriand[29].